# Cook it
«Cook it» — канадская компания по доставки продуктовых наборов, она стала первой по производству наборов для еды в Канаде. 

## История

### Основание
Компания была основана — Джудитом Фетцером, Патриком Чемберлендом и Томасом Дубраном в 2014 году.
В июне 2014 года — Джудит и Патрик представили компанию на шоу «Dans l'oeil du dragon», квебекской версии «Dragon's Den».
Услуга подписки «Cook it» включают доставку коробок, состоящих из пакетов с ингредиентами и карточек с рецептами для завтрака и ужина. Также предлагает готовые к употреблению блюда и дополнительные продукты.

### «Missfresh»
В декабре 2019 года компания приобрела конкурирующую компанию — «Missfresh». После значительного роста продаж, компания — «Cook it» насчитывает более 500 сотрудников, в мае 2020 года вышла из статуса малого и среднего бизнеса.

## Награды
«Женщина-предприниматель года»
В 2020 году — Джудит Фетцер получила награду «Женщина-предприниматель года», на церемонии вручения наград «Canadian Business Growth Awards».